# Saint-Gervais-en-Vallière
Saint-Gervais-en-Vallière ist eine französische Gemeinde mit 440 Einwohnern (Stand 1. Januar 2022) im Département Saône-et-Loire in der Region Bourgogne-Franche-Comté (vor 2016 Bourgogne). Sie gehört zum Arrondissement Chalon-sur-Saône und zum Kanton Gergy (bis 2015 Verdun-sur-le-Doubs). 

## Geographie
Saint-Gervais-en-Vallière liegt etwa fünfzig Kilometer südsüdwestlich von Dijon in der Naturlandschaft Bresse. Umgeben wird Saint-Maurice-en-Rivière von den Nachbargemeinden Saint-Loup-Géanges im Norden und Westen, Chevigny-en-Valière im Norden, Saint-Martin-en-Gâtinois im Osten sowie Allerey-sur-Saône im Süden.

## Bevölkerungsentwicklung
| Jahr                      | 1962 | 1968 | 1975 | 1982 | 1990 | 1999 | 2006 | 2013 |
| Einwohner                 | 307  | 292  | 242  | 258  | 269  | 305  | 356  | 441  |
| Quelle: Cassini und INSEE |      |      |      |      |      |      |      |      |

## Sehenswürdigkeiten

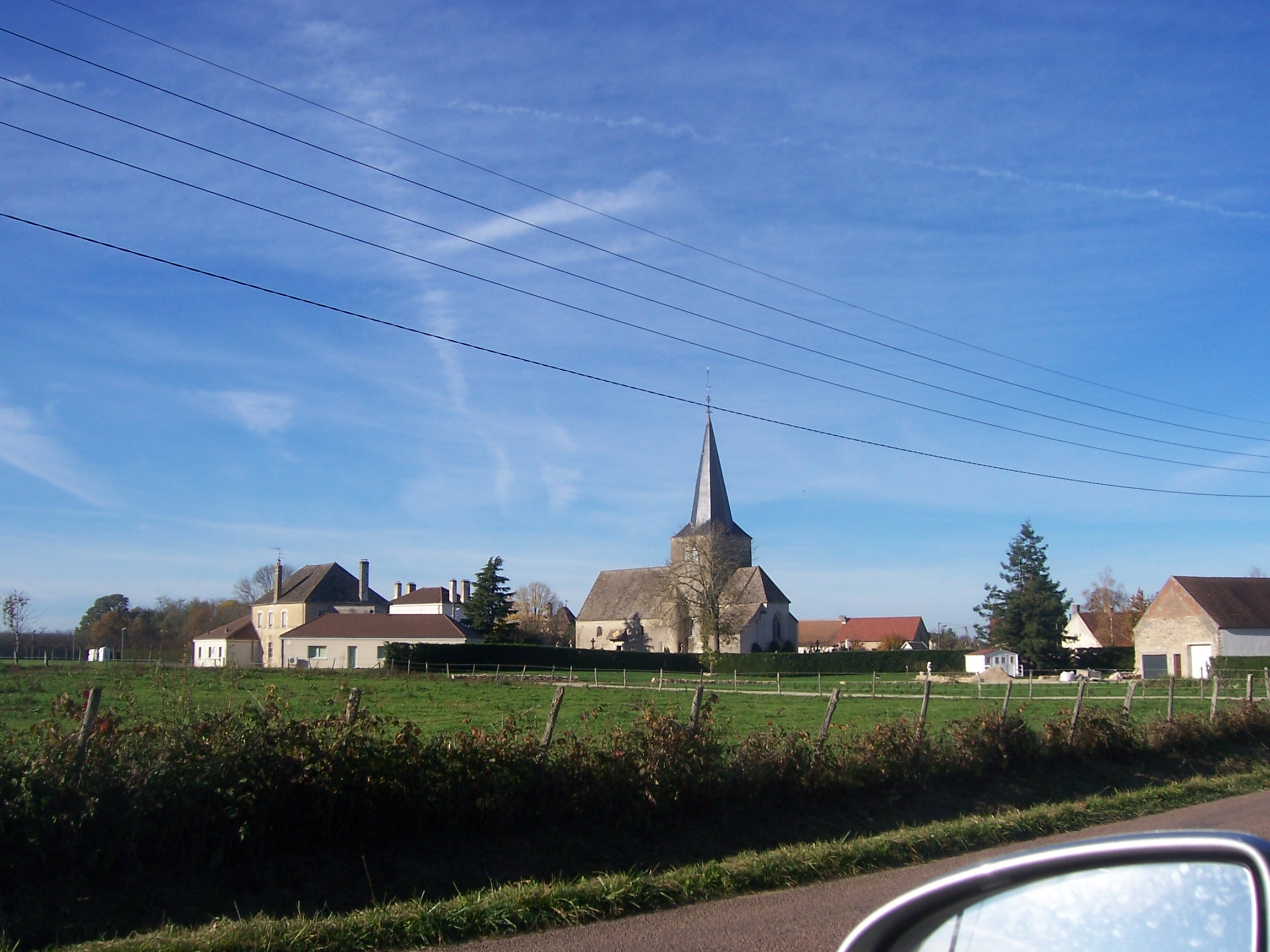
Kirche Saint-Gervais

- Kirche Saint-Gervais aus dem 14. Jahrhundert